# Padaek
La padaek , parfois appelée padek, ou sauce de poisson lao (lao : ປາແດກ) (thaï : ปลาแดก), similaire au pla ra en Thaïlande (thaï : ปลาร้า), est une sauce de poisson non filtrée.

## Description
Il est plus épais (entre la sauce et la pâte) et plus assaisonné que les sauces de poisson que l'on trouve en Thaïlande et au Viêt Nam, et contient souvent des morceaux de poisson.

## Fermentation
La fermentation est longue (entre un an et cinq ans).

## Composition
Contrairement à d'autres sauces de poisson de l'Asie du Sud-Est, le padaek est fabriqué à partir de poissons d'eau douce, en raison de l'enclavement de l'ancien royaume de Lan Xang.
Les ingrédients sont le sel et le son de riz. On peut éventuellement ajouter du galanga.

## Utilisation
Le padaek est utilisé dans de nombreux plats, notamment le tam maak hoong, une salade de papaye verte épicée.

## Galerie

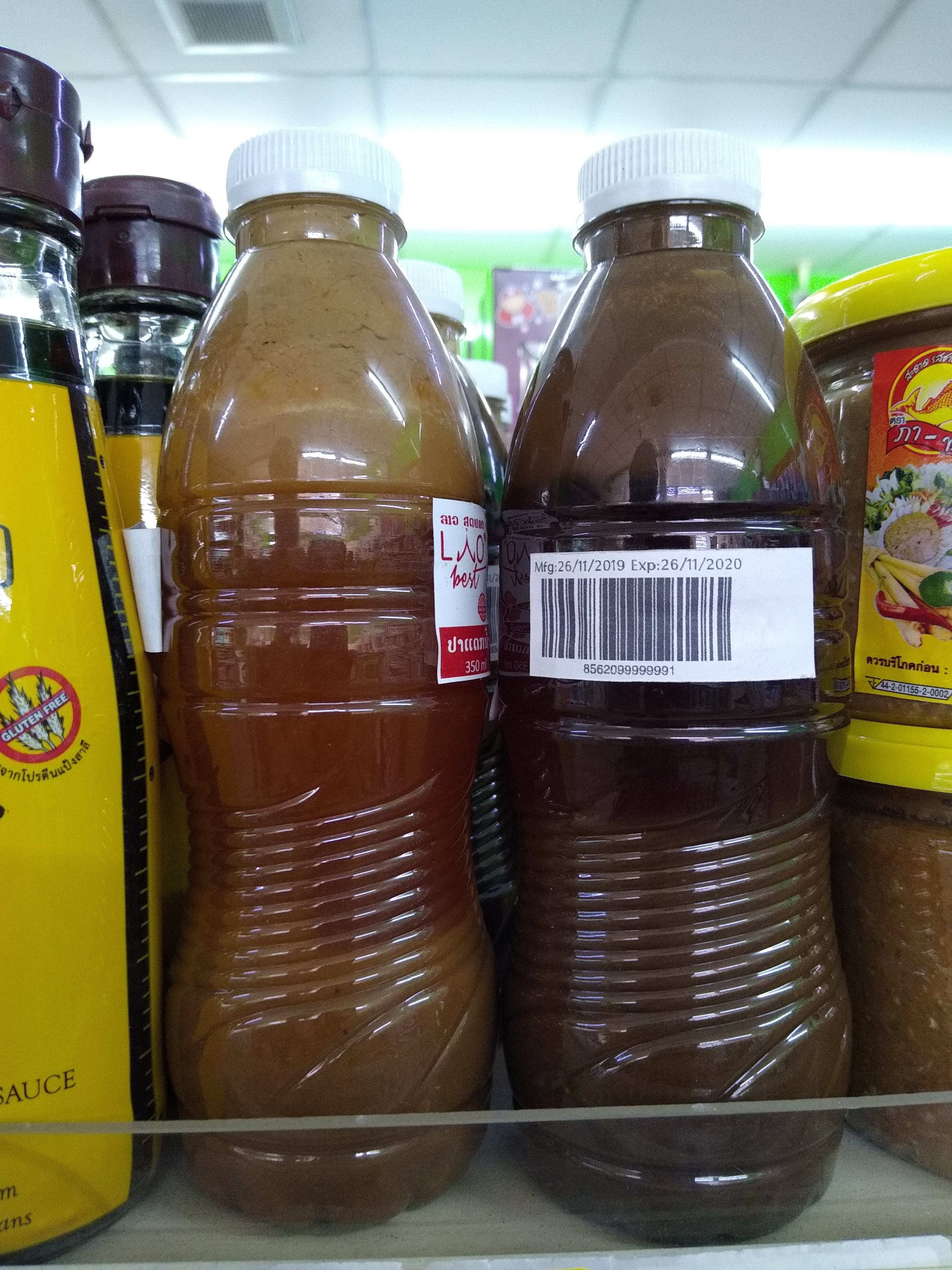
Deux bouteilles de padaek.
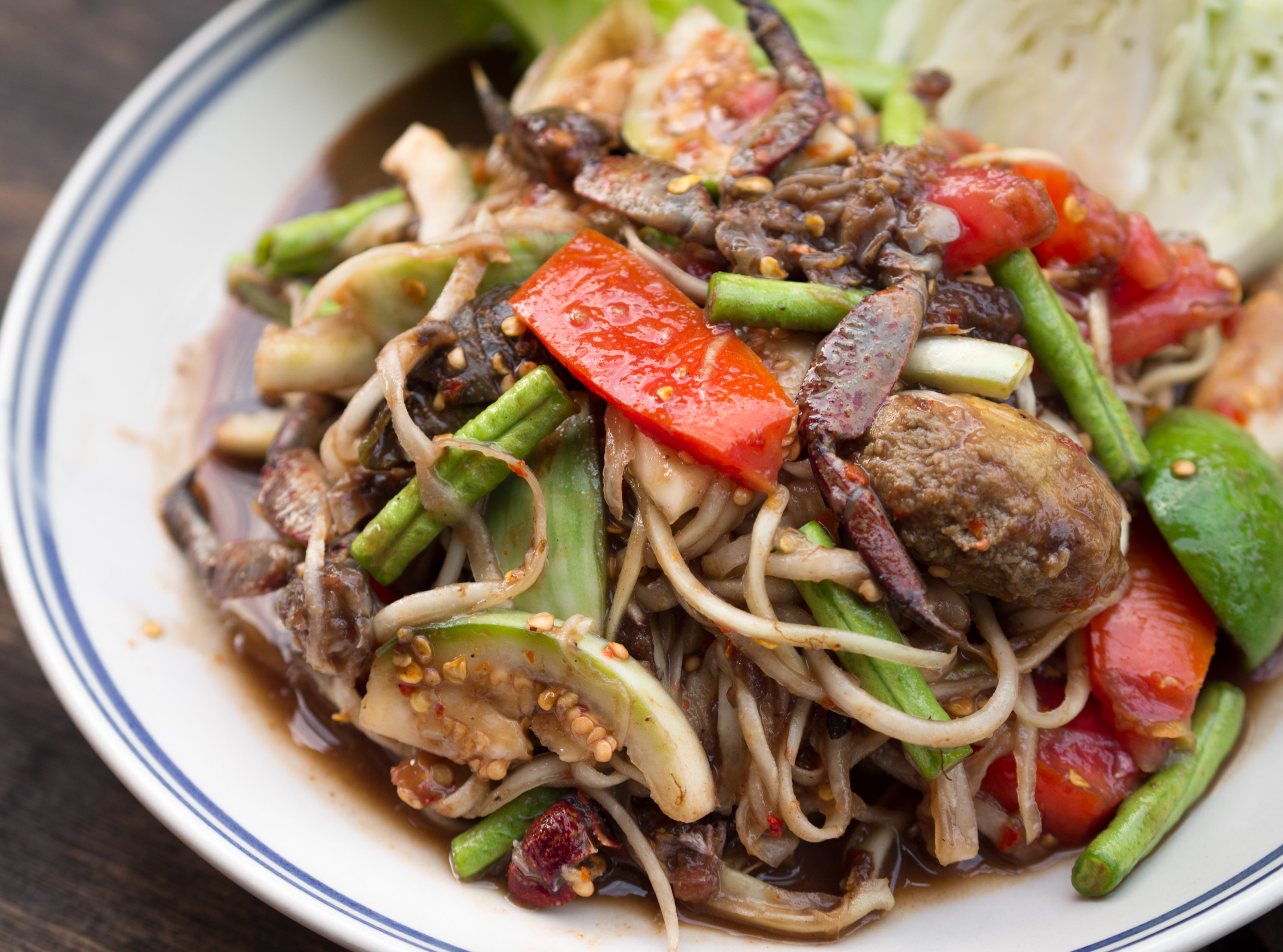
Salade de papaye verte avec du padaek.